# SableCC
A SableCC egy nyílt forrású fordítóprogram- illetve interpreter-generátor. Java programozási nyelven készült és az előállított kód is Java környezetben használható. A SableCC egy egyszerű, az értelmezni kívánt nyelv lexikális elemeit és szintaxisát (nyelvtanát) leíró definíciós fájlból kiindulva elkészíti a nyelvet elemző forrásnyelvű Java osztályokat. Ezekből lehet származtatni a megfelelő akciókat végző osztályokat, amelyek a végleges programban elvégzik a kívánt feladatot, pl. kódgeneráló, átalakító, megjelenítő vagy számítási műveleteket. A kész programot valamelyik Java fordítóval kell lefordítani.
Stabil változatát a GNU Lesser General Public License (LGPL) alatt publikálták. Az újraírt 4. verzió az Apache License 2.0. licenc hatálya alá esik.
A SableCC az alábbi főbb jellemzőkkel bír:
- Determinisztikus véges állapotú automata (DFA) alapú lexikális elemző (lexer) teljes Unicode támogatással és lexikális állapotokkal.
- Kiterjesztett Backus–Naur formájú nyelvtani szintaxis. (Támogatja a *, ? és + operátorokat).
- LALR(1) alapú elemzők.
- Szigorúan típusos absztrakt szintaxisfák automatikus generálása.
- A fát bejáró osztályok automatikus generálása.

## Fordítás
Ez a szócikk részben vagy egészben  a   SableCC című angol Wikipédia-szócikk ezen változatának fordításán alapul.  Az eredeti cikk szerkesztőit annak laptörténete sorolja fel. Ez a jelzés csupán a megfogalmazás eredetét és a szerzői jogokat jelzi, nem szolgál a cikkben szereplő információk forrásmegjelöléseként.